# GLAAD Media Awards 1996
La 7ª edizione dei GLAAD Media Awards si è tenuta nel 1996. Le cerimonie di premiazione hanno avuto luogo al Waldorf-Astoria Hotel di New York il 7 marzo e al Century Plaza Hotel di Los Angeles il 10 marzo.

## Riconoscimenti Speciali
- Excellence in Media Award: Barbara Walters
- Vanguard Award: Sid Sheinberg
- Vito Russo Film Award: Lo schermo velato

## Premi

### Miglior film
- A proposito di donne
- Carrington
- A casa per le vacanze
- A Wong Foo, grazie di tutto! Julie Newmar

### Miglior film indipendente
- Due ragazze innamorate

### Miglior documentario
- Ballot Measure 9

### Miglior documentario televisivo
- The Question of Equality

### Miglior serie Daytime drammatica
- La valle dei pini

### Miglior serie televisiva
- New York Police Department
- Courthouse
- Friends
- Cinque in famiglia
- Sisters

### Miglior film per la televisione
- Costretta al silenzio